# Karlstadskonferensen

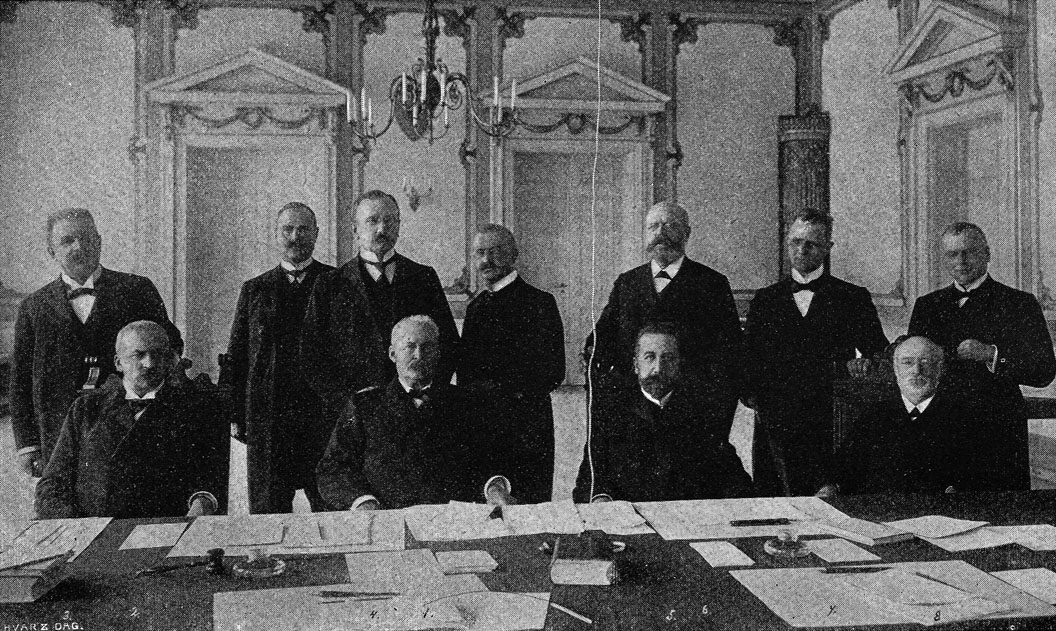
Sveriges och Norges delegater möts i Frimurarelogen i Karlstad. Från vänster: Karl Staaff (Sverige), Fredrik Wachtmeister (Sverige), sekreterare Berg, Hjalmar Hammarskjöld (Sverige), Christian Lundeberg (Sverige), sekreterare Hellner, Christian Michelsen (Norge), Jørgen Løvland (Norge), Benjamin Vogt (Norge), Carl Berner (Norge), sekreterare Andreas Urbye.

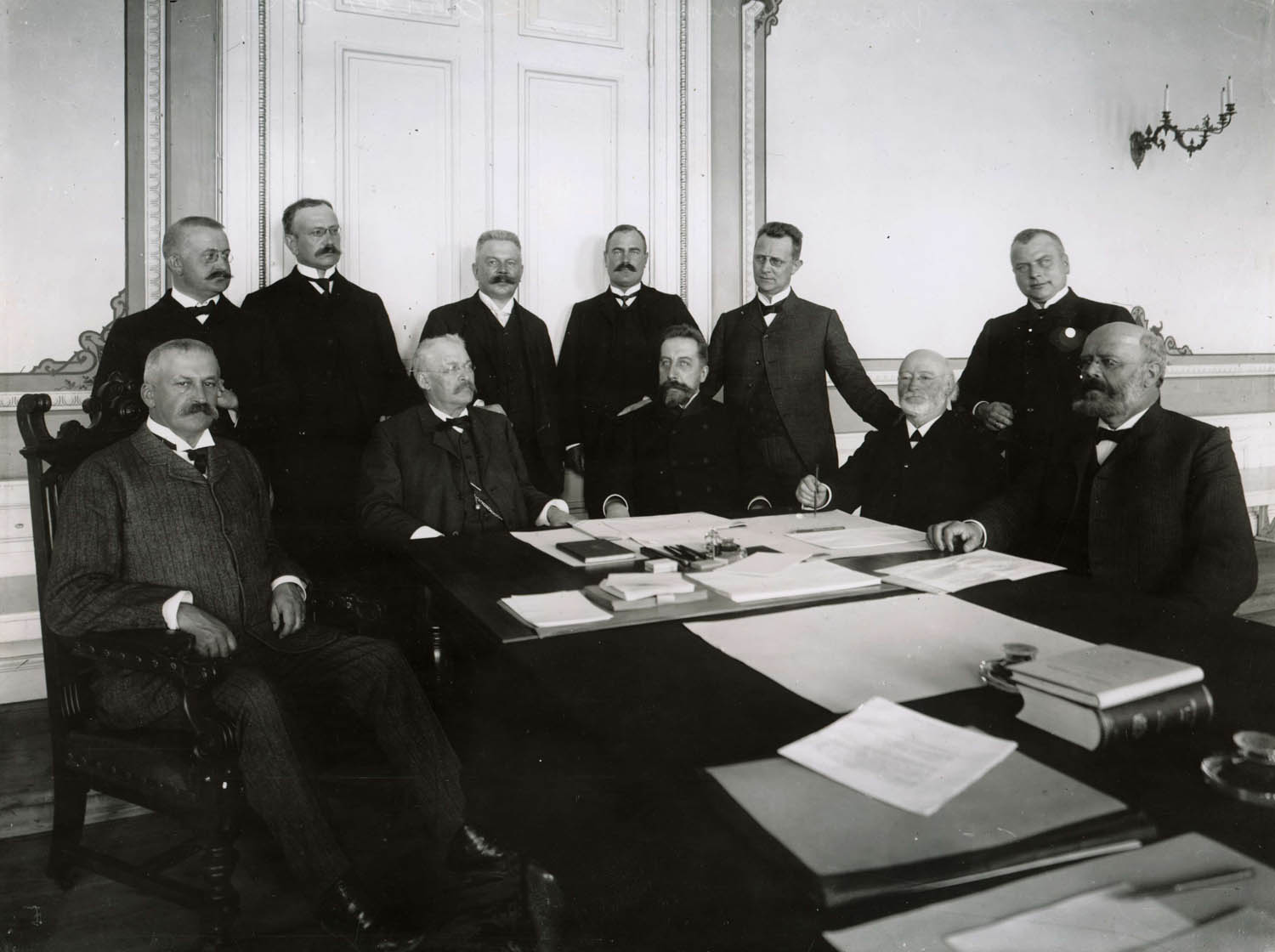
De svensk-norska unionsförhandlingarna i Karlstad, 1905.

Karlstadskonferensen var de förhandlingar som hölls i Karlstad mellan Sverige och Norge 31 augusti till 23 september 1905 i samband med unionsupplösningen. 
Förhandlingarna grundade sig på de svenska kraven på en ordnad avveckling av unionen och resulterade i Karlstadskonventionerna där Sverige erkände Norges självständighet och villkoren reglerades. Bland annat skulle de norska gränsbefästningarna rivas, samernas rätt till renbete i Norge bekräftas och reglering av utnyttjandet av gemensamma vattendrag etc och kommande tvister skulle lösas av Internationella domstolen i Haag. Förhandlingarna var delvis hårda och dramatiska, bland annat om gränsbefästningarna, med en militär beredskap på bägge sidorna. I oktober 1905 godkändes förhandlingsresultatet av de bägge länderna och den 26 oktober undertecknades det av Sveriges utrikesminister, Fredrik Wachtmeister (Sverige), och Norges representant Thor von Ditten. Den svenska förhandlingsdelegationen bestod av statsminister Christian Lundeberg, utrikesminister Fredrik Wachtmeister, ecklesiastikminister Hjalmar Hammarskjöld och regeringens konsult, advokat Karl Staaff. Den norska delegationen leddes av Christian Michelsen, och bestod i övrigt av nämnde Jørgen Løvland samt statsrådet Benjamin Vogt och Stortingspresident Carl Berner.
I sitt slutskede höll förhandlingarna på att få ett snöpligt slut, då statsminister Christian Michelsen hade glömt sitt sigill hemma i Kristiania. Lösningen blev att använda sigillet för den då nyligen avlidne borgmästaren i Karlstad, Carl Moberg, eftersom han hade samma initialer.

## Upphävande
"Konvention mellan Sverige och Norge angående neutral zon, befästningars nedläggande m.m." upphävdes genom avtal mellan länderna som upprättades den 27 januari 1993 och ratificerades senare samma år. Konventionen hade då i allt väsentligt förlorat sin betydelse.
Frågan om renbete i Sverige och Norge har sedan Karlstadskonventionen reviderats genom nya konventioner.